# كلير كوفي
كلير كوفي (بالإنجليزية: Claire Coffee)‏ هي ممثلة أمريكية، ولدت في 14 أبريل 1980 بسان فرانسيسكو في الولايات المتحدة.

## أعمال

### مسلسلات
- التحقيق في موقع الجريمة
- ميامي
- كولد كيس

## وصلات خارجية
- كلير كوفي على موقع IMDb (الإنجليزية)
- كلير كوفي على موقع ألو سيني (الفرنسية)
- كلير كوفي على موقع أول موفي (الإنجليزية)
- كلير كوفي على موقع قاعدة بيانات الفيلم (الإنجليزية)
- كلير كوفي على موقع كينوبويسك (الروسية)